# Iglesia de San Juan (Amandi)
La iglesia de San Juan es un templo católico bajo la advocación de san Juan Bautista situado en la casería de Algara de la parroquia maliaya de Amandi, en Asturias (España). Aunque en ocasiones se la considera una iglesia rural, constituye una de las manifestaciones arquitectónicas y decorativas más importantes del románico asturiano.

## Historia
La primera inscripción que aparece del templo data de principios del siglo XIII dentro  testamento de Alfonso III y en él de denomina San Juan de Maliayo. Se cree, ya que no hay documentos que lo certifiquen, que se edificó sobre un templo anterior existente en el siglo IX durante el reino de Ordoño I. En 1201  Alfonso IX y su mujer Berenguela donaban el templo de San Juan de Maliayo al monasterio de Valdediós, principal y más influyente institución eclesiástica en Maliayo ahora Villaviciosa. En el libro Becerro del obispo Gutierre redactado entre 1385 y 1386 el tempo, ya denominado San Juan de Amandi, pertenecía al obispado de Oviedo por lo que los monasterios de Valdediós ya  era propietario del tempo.
La edificación románica fue objeto de varias reformas en épocas más recientes. Durante el siglo XVIII se realizaron intervenciones importantes: en 1780 los sillares del ábside fueron desmontados piedra a piedra, numerados y nuevamente colocados, quizás por amenaza de derribo; en 1796 se construyó el pórtico que rodea el templo por los lados Sur y Oeste.
La iglesia fue declarada Monumento Histórico-Artístico por aprobación del decreto de 3 de junio de 1931 por parte del Gobierno Provisional de la Segunda República. Actualmente aparece catalogada como Bien de Interés Cultural, con la categoría de Monumento.
El templo fue incendiado durante la Guerra Civil y los desperfectos fueron reparados bajo la dirección de Luis Menéndez-Pidal y Álvarez. En estas obras se sustituyeron las bóvedas de crucería por armaduras de madera, dando a la iglesia un aspecto más similar al que tenía en origen.

## Descripción
Se trata de un templo románico tardío con alguna característica gótica cuya construcción está datada en el primer cuarto del siglo XIII. El edificio es uno de los más completos estéticamente hablando pues contiene casi todos los elementos románicos. 
El templo de planta rectangular remata en un ábside semirrectangular. La entrada principal del templo es una portada con cuatro arquivoltas, tres de ellas descansan sobre columnas y la cuarta más interior descansa sobre sendas jambas. La nave sencilla contrasta con la cabecera , la más completa del románico asturiano. La cabecera dispone de una arquería compuesta por arcos semicirculares apoyados en columnas de doble piso. Las columnas son coronadas por capiteles historiados con diferentes repertorios de carácter sagrado, profano u ornamental.

## Galería de imágenes

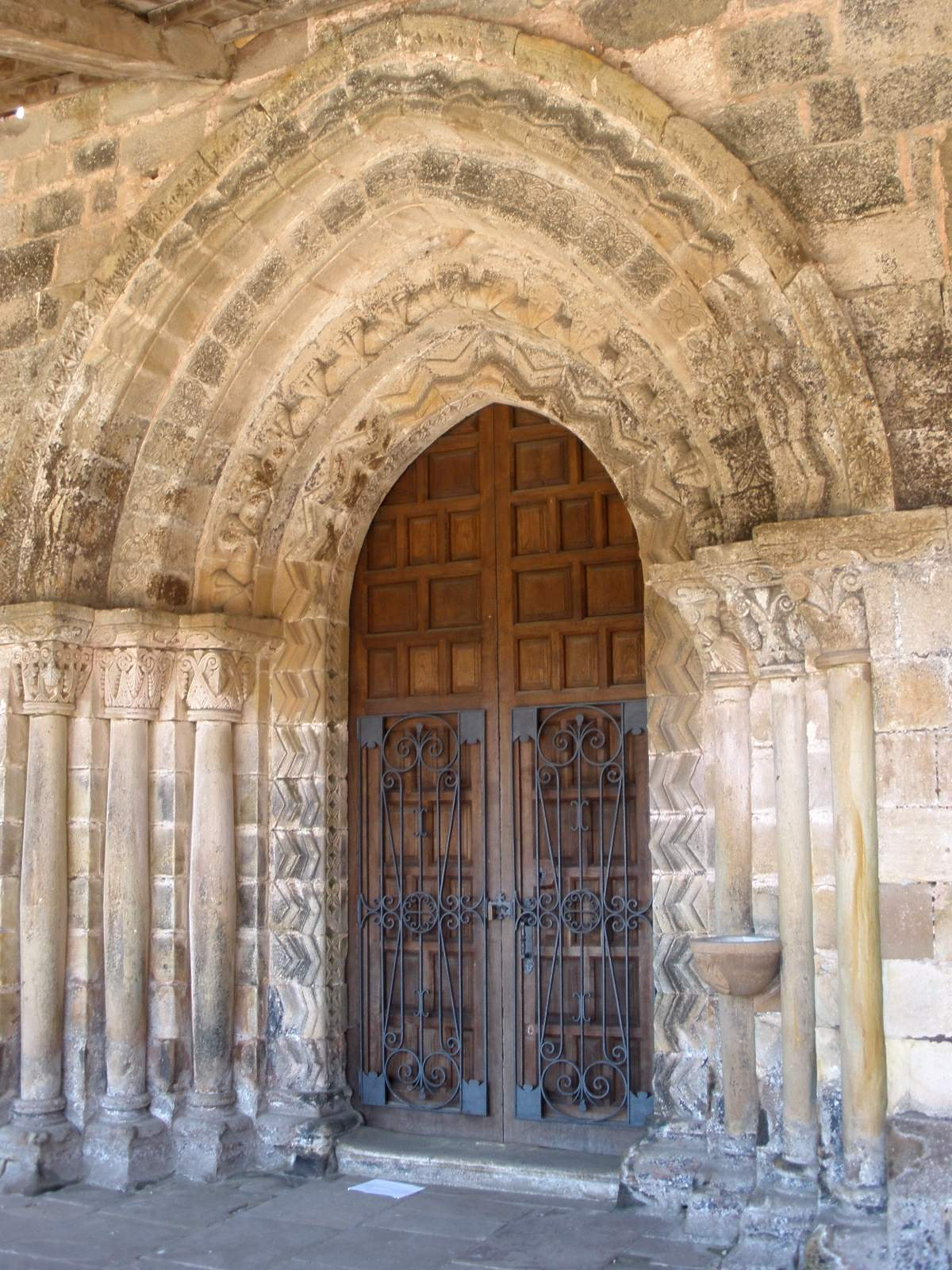
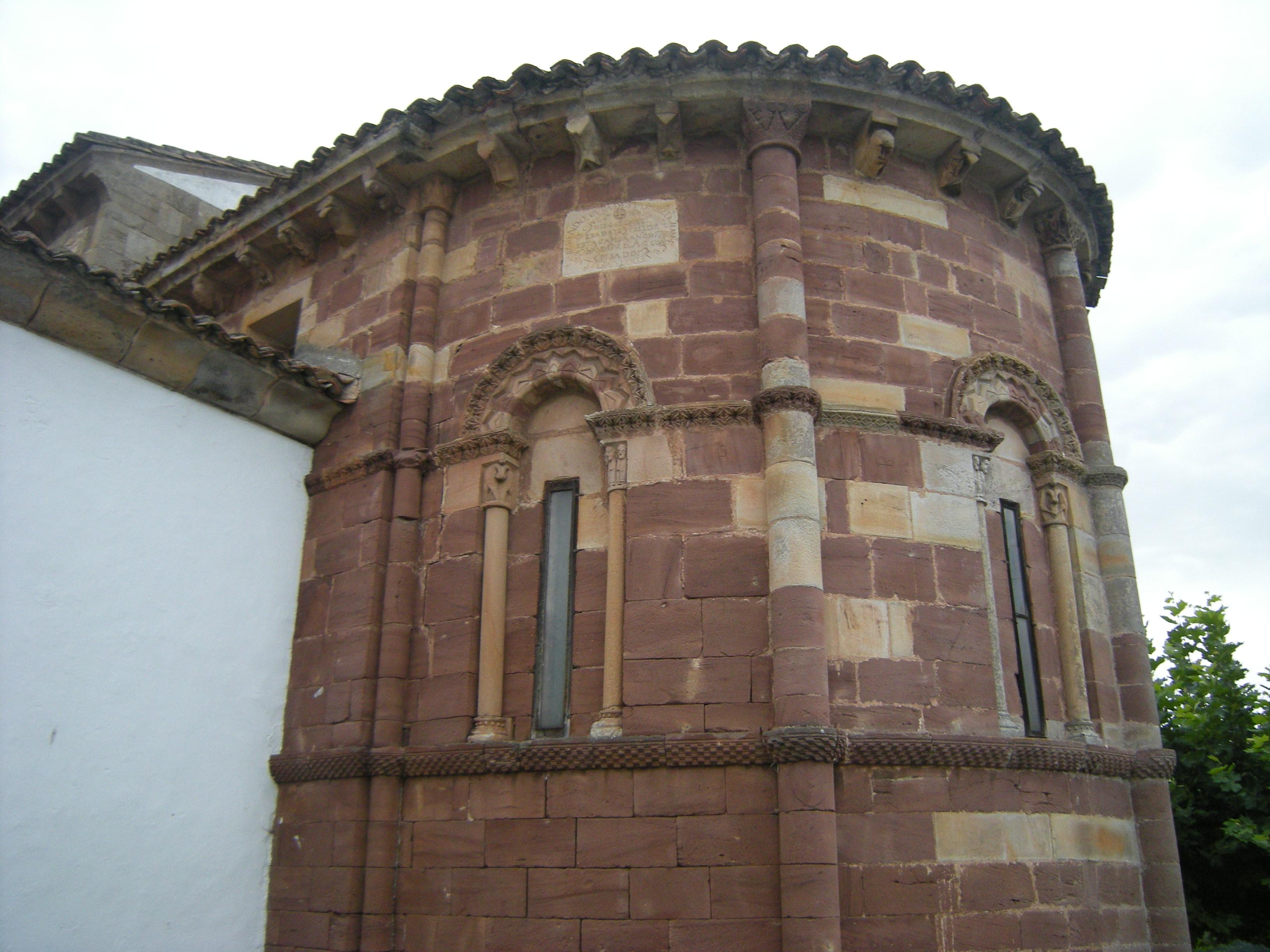
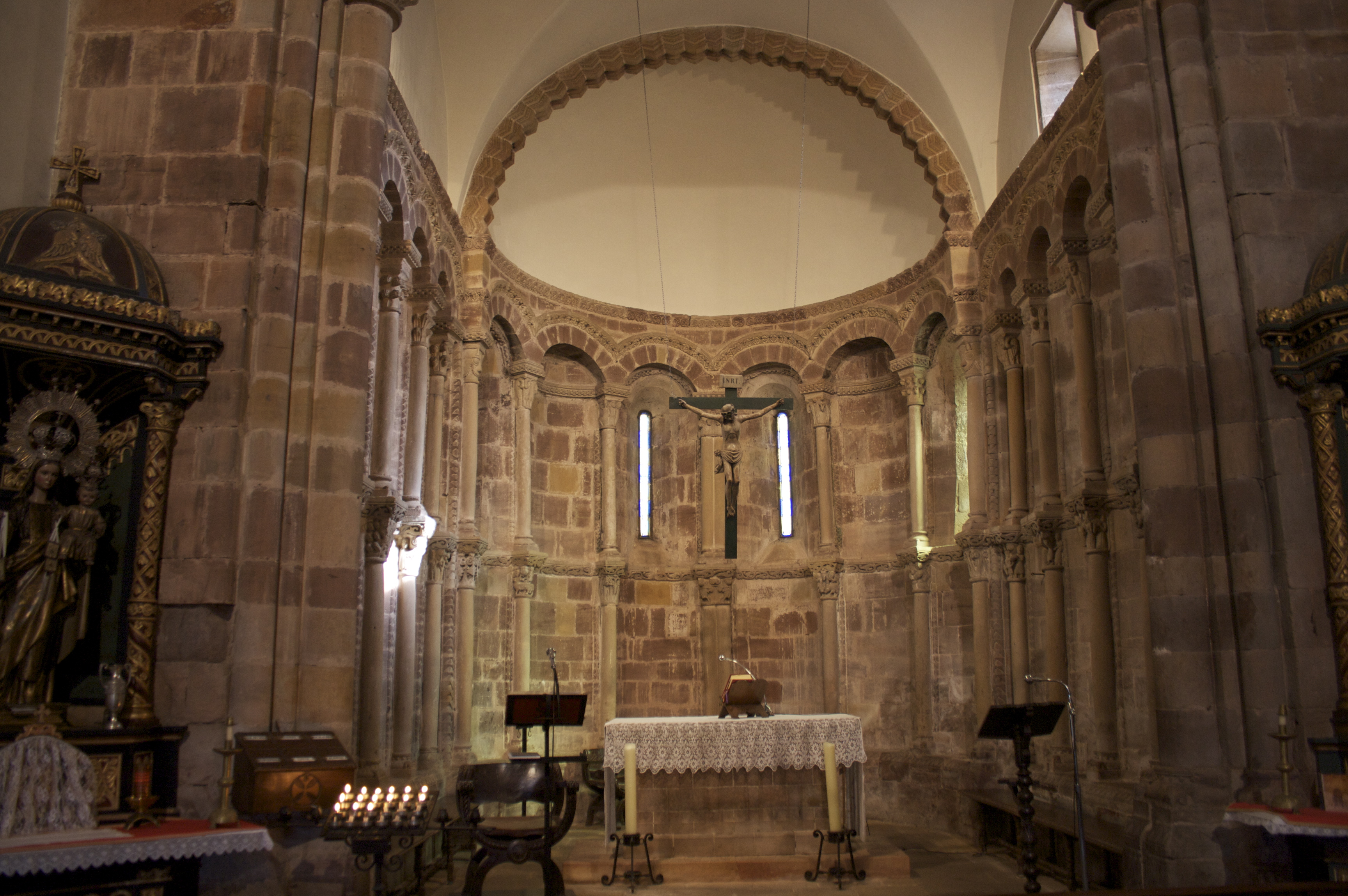
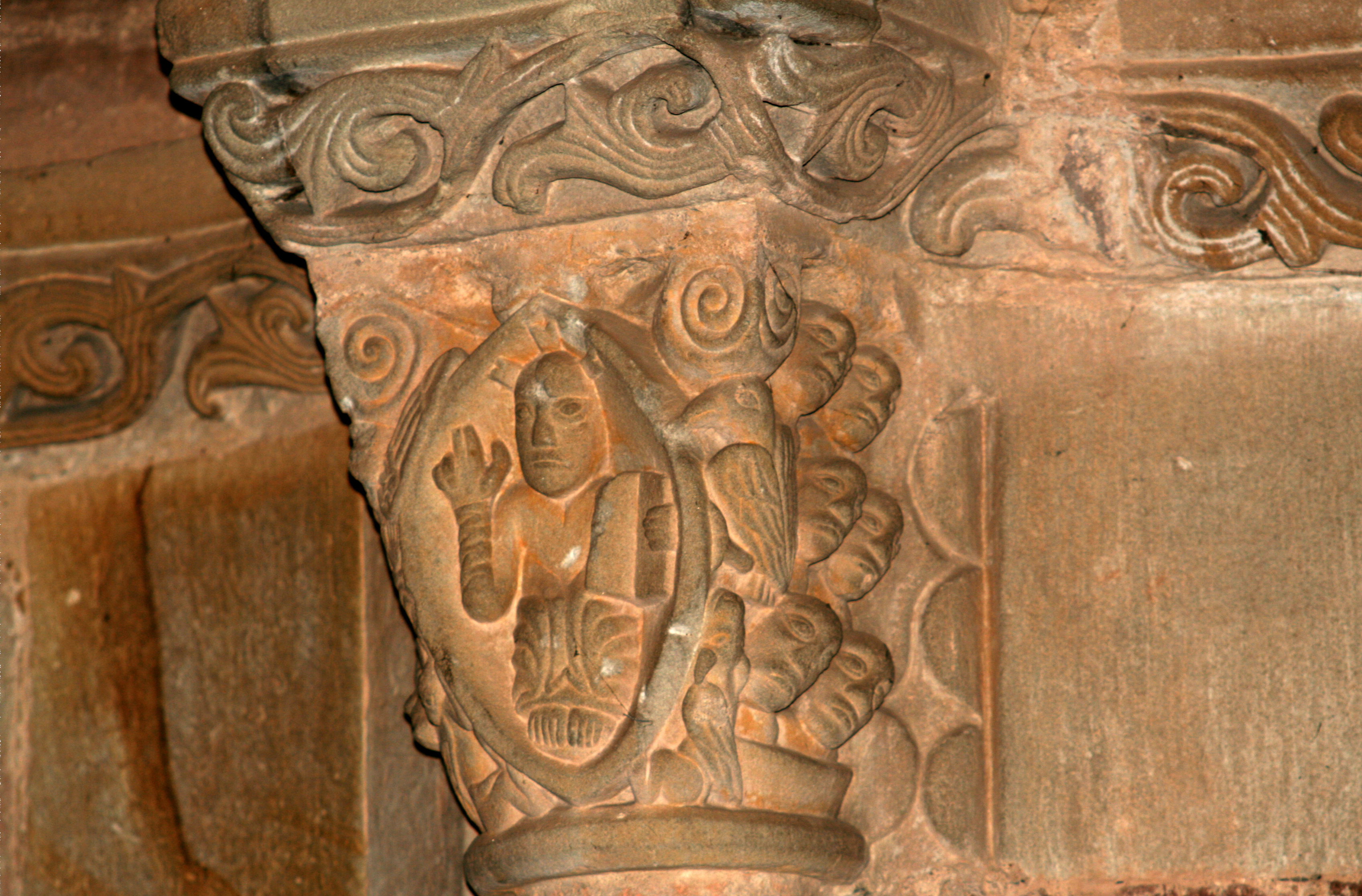